# FA Community Shield 2008
Lo FA Community Shield 2008 si è disputato domenica 5 agosto 2008 al Wembley Stadium di Londra.
La sfida ha visto contrapporsi il Manchester United, campione d'Inghilterra in carica, ed il Portsmouth, vincitore dell'ultima FA Cup.
A conquistare il trofeo è stato il Manchester United, che si è imposto ai calci di rigore dopo lo 0-0 dei tempi regolamentari.

## Partecipanti
| Squadre        | Qualificazione                           | Partecipazioni precedenti (il grassetto indica la vittoria)                                                                                         |
| -------------- | ---------------------------------------- | --- |
| Manchester Utd | Vincitore della Premier League 2007-2008 | 24 (1908, 1911, 1948, 1952, 1956, 1957, 1963, 1965, 1967, 1977, 1983, 1985, 1990, 1993, 1994, 1996, 1997, 1998, 1999, 2000, 2001, 2003, 2004, 2007) |
| Portsmouth     | Vincitore della FA Cup 2007-2008         | 1 (1949) |

## Tabellino
| Arbitro: | Peter Walton |

|                     |                      |                              |
| Tévez Giggs Carrick | Tiri di rigore 3 – 1 | Diarra Defoe Mvuemba Johnson |

| Manchester United | Portsmouth |

### Formazioni
| Manchester Utd: |    |                   |     |     |
|                 |    |                   |     |     |
| P               | 1  | Edwin van der Sar |     |     |
| D               | 2  | Gary Neville (c)  | 61’ | 67’ |
| D               | 5  | Rio Ferdinand     |     |     |
| D               | 15 | Nemanja Vidić     | 45’ |     |
| D               | 3  | Patrice Evra      |     |     |
| C               | 24 | Darren Fletcher   |     |     |
| C               | 18 | Paul Scholes      |     |     |
| C               | 22 | John O'Shea       |     | 67’ |
| C               | 17 | Nani              |     | 79’ |
| A               | 11 | Ryan Giggs        |     |     |
| A               | 32 | Carlos Tévez      |     |     |
| A disposizione: |    |                   |     |     |
| P               | 29 | Tomasz Kuszczak   |     |     |
| D               | 6  | Wes Brown         |     | 67’ |
| D               | 21 | Rafael            |     |     |
| D               | 25 | Jonny Evans       |     |     |
| C               | 16 | Michael Carrick   |     | 67’ |
| C               | 34 | Rodrigo Possebon  |     |     |
| A               | 31 | Fraizer Campbell  |     | 79’ |
| Allenatore:     |    |                   |     |     |
| Alex Ferguson   |    |                   |     |     |

| Portsmouth:     |    |                     |     |     |
|                 |    |                     |     |     |
| P               | 1  | David James         |     |     |
| D               | 5  | Glen Johnson        |     |     |
| D               | 15 | Sylvain Distin      | 37’ |     |
| D               | 23 | Sol Campbell (c)    |     |     |
| D               | 7  | Hermann Hreiðarsson |     | 79’ |
| C               | 8  | Papa Bouba Diop     |     |     |
| C               | 30 | Pedro Mendes        |     | 75’ |
| C               | 6  | Lassana Diarra      |     |     |
| C               | 19 | Niko Kranjčar       |     | 60’ |
| A               | 9  | Peter Crouch        |     |     |
| A               | 14 | Jermain Defoe       |     |     |
| A disposizione: |    |                     |     |     |
| P               | 21 | Jamie Ashdown       |     |     |
| D               | 4  | Lauren              |     | 79’ |
| D               | 20 | Martin Cranie       |     |     |
| D               | 32 | Djimi Traoré        |     |     |
| C               | 18 | Arnold Mvuemba      |     | 75’ |
| A               | 17 | John Utaka          |     | 60’ |
| A               | 26 | Ben Sahar           |     |     |
| Allenatore:     |    |                     |     |     |
| Harry Redknapp  |    |                     |     |     |